# 요게벳
요게벳(성서 히브리어: יוֹכֶ֫בֶד, 로마자 표기: Yoˈḵeḇeḏ, 의미: '야훼는 영광이다', 70인역 고대 그리스어: Ἰωχάβεδ, 로마자 표기: Iokhábed)은 구약성경의 등장인물로 레위의 딸이자 미리암, 아론, 모세의 어머니였다. 아므람의 아내이자 고모였다. 그녀의 삶에 대해서는 자세한 내용이 나와 있지 않다. 유대 전설에 따르면 티베리아스에 있는 여족장의 무덤에 묻혔다. 신약성경에 따르면 요게벳은 히브리서 11:23에서 하느님을 믿는 믿음으로 인해 칭찬을 받았다.

## 모세의 탄생
요게벳의 이야기는 출애굽기 (2:1-10)에 묘사된 것으로 생각된다. 비록 그녀의 이름이 여기서는 명시적으로 언급되어 있지는 않지만 말이다. (이름은 출애굽기 6장 20절에서 처음 언급된다.) 이스라엘 자손들이 억압을 받던 이집트에 살았다. 파라오는 그들이 너무 강해질까 두려워 모든 어린 사내아이들을 나일강에 던지라는 명령을 내렸다. 막내아들 모세가 태어나자 요게벳은 더 이상 숨길 수 없을 때까지 그를 석 달 동안 숨겨 두었다. 아들의 생명을 구하기 위해 그녀는 바구니에 방수 처리를 하고 그 안에 아이를 넣은 다음, 바구니를 나일강에 풀어주었다. 그 바구니는 강에서 목욕을 하고 있던 파라오의 딸의 손에 떨어졌다. 그녀는 아이를 발견하고 동정심이 생겨 그를 입양하기로 결정했다. 앞서 나온 아이의 '누이'(미리암으로 추정)는 아이에게 젖을 먹일 히브리 여자를 찾아보라고 제안했다. 파라오의 딸이 이에 동의하자 미리암은 자기 어머니를 불러 자신을 보살피도록 임명했다. 그리하여 요게벳은 자기 아들이 충분히 자랄 때까지 양육하여 바로의 딸에게 데려왔고, 그 딸은 그를 자기 아들로 삼았다. 이후 이집트 땅에서 자신의 백성을 인도한 출애굽의 지도자가 된 모세의 이야기로 이어진다.

## 아므람과의 관계
민수기에 따르면 요게벳은 레위가 이집트에 살 때 태어났다. 아므람은 레위의 아들인 고핫의 아들이었다. 이로 인해 요게벳은 그의 남편인 아므람의 고모가 된다. 이러한 종류의 친척 간의 결혼은 나중에 모세의 율법에 의해 금지되었다. 요게벳은 출애굽기 6장 20절의 마소라 본문에서 아므람의 아버지의 누이로 불리기도 하지만 고대 번역에서는 이 점에서 다르다. 70인역의 일부 그리스어 및 라틴어 사본에는 요게벳이 아므람의 아버지의 사촌이었다고 나와 있고, 다른 일부에서는 요게벳이 아므람의 사촌이었다고 나와 있다. 외경인 레위의 증언록에는 레위가 64세에 요게벳을 딸로 낳았다고 기록되어 있다.

## 유대 랍비 문학에서
일부 하잘 (탈무드 랍비)은 요게벳을 파라오가 새로 태어난 남자아이들을 죽이라고 명령했다고 출애굽기에 묘사된 산파 중 한 명인 시프라와 동일시한다. 이러한 동일시를 통해 랍비들은 출애굽기가 하느님께서 산파들에게 보상하셨다고 묘사한 "집들"을 사제직과 왕족의 집으로 해석한다. 이 "집들"은 하잘에 의해 요게벳의 아들들인 모세와 아론에 대한 우의적 언급으로 해석된다.
출애굽기 라바 1:17은 성경 속 파라오#출애굽기에 나오는 첫 파라오가 산파들에게 모든 남자아이들을 나일강에 던지라고 명령했을 때, 아므람이 모세를 임신한 지 석 달 된 요게벳과 이혼했지만, 미리암이 곧 그에게 요게벳과 재혼하도록 설득했다고 주장한다. 또한 이집트인들이 재혼으로부터 9개월을 세어 모세의 출생 날짜를 추정했기 때문에 요게벳이 과대평가된 3개월 동안 그를 숨길 수 있었다고 주장한다. 타르굼 위 플레로-요나단은 요게벳이 또한 엘리자폰 벤 파르나크의 아내이자 엘닷과 메닷의 어머니이기도 했다고 언급한다. 본문은 아므람과의 결혼이 언제 일어났는지에 대해 모호하게 서술한다.
요게벳의 이름은 소타 11b와 출애굽기 라바 1:17에서 다양한 우의적 해석을 받는다. 레위기 라바는 그녀를 역대상 4:18에 고대 히브리어: הַיְהֻדִיָּ֗ה haYəhuḏiyyā으로 언급된 인물로 보는데, 이는 그녀가 첫째 남자아이들을 없애라는 파라오의 명령에 불복종함으로써 백성을 세웠다고 해석되어야 한다고 주장한다.
일부 랍비 문헌은 토라가 레아의 자녀 34명이 메소포타미아에서 태어났다고 열거하며 두 명이 죽었다고 명시한 다음, 즉시 총 33명이라고 언급하는 텍스트 불일치를 해결하려고 시도한다. 이들은 이 수치가 살아남은 자녀들만을 지칭하며 요게벳이 33번째였다고 주장한다. 그러나 민수기가 요게벳의 출생을 이집트에서 일어난 것으로 묘사하고 있기 때문에, 이는 요게벳이 이집트 경계의 도시 입구에서 정확히 태어났다는 추가적인 랍비적 주장을 필요로 했다. 성경학자들은 대신 레아 자녀 수의 불일치가 원래 목록에 디나가 포함되지 않았는데, 디나 강간 이야기에 일관성을 부여하기 위해 나중에 편집자가 추가했기 때문이라고 간단히 제안했다.
전통적인 랍비 성경 연대기에 따르면, 모세는 출애굽이 일어났을 때 80세였고, 이스라엘 민족은 총 210년 동안 이집트에 있었으며, 요게벳이 부모가 이집트에 들어설 때 이집트 국경에서 태어났다는 랍비적 주장과 결합하면 요게벳은 모세를 낳았을 때 130세였어야 한다. 랍비 문학은 이것이 이스라엘 제단 봉헌에 대한 성경적 묘사에서 은 130 셰켈 무게가 바쳐진 것으로 암시되었다고 간주한다.
요세푸스 플라비우스에 따르면, 요게벳과 아므람의 경건함 때문에 요게벳이 출산의 고통을 면하게 된 것은 모세의 출생이 비범한 사건이었다. 하가다는 모세의 잉태를 기적적인 성격으로 확장하여, 잉태 시 요게벳의 나이를 130세로 기록한다. 여러 랍비 주석은 이에 대해 증언하며, 요게벳이 아므람과 결혼할 때 처녀성을 회복했다고 언급한다. 처녀성의 회복은 또한 그녀의 생식 능력의 재개를 포함한다.

## 본문 비평
본문 학자들은 족보를 가설적인 문서인 세대기에 기인하며, 이는 유사한 종교-정치적 집단에서 유래했고 제사장 문서와 같은 시기에 작성되었다고 본다. 일부 성경학자들에 따르면, 토라의 레위 자손 족보는 원인론적 신화이며, 레위인들 사이에 네 개의 다른 집단, 즉 게르손족, 고핫족, 므라리족, 아론족이 있었다는 사실을 반영한다. 아론족의 시조인 아론은 게르손, 고핫, 므라리의 형제로 묘사될 수 없었다. 텍스트 학자들이 초기 엘로힘 문서에 기인한다고 보는 아론의 형제 모세의 출생에 대한 이야기는 그의 부모가 모두 레위인이라고만 언급하기 때문이다 (이름은 명시하지 않음). 일부 성경학자들은 엘로힘 문서의 기록이 모세의 종교적 신뢰성을 높이기 위해 모계 혈통과 부계 혈통 모두 레위인 혈통을 제시한다고 본다.
몇몇 성경학자들은 이가봇과 야곱이 궁극적으로 요게벳의 언어적 오류이며, 한때 같은 인물을 지칭했을 가능성이 있다고 제안했다.

## 가계도
틀:레위에서 모세까지 가계도

## 이슬람 관점
틀:모세
홍해를 가른 사건, 불타는 떨기나무, 십계명과 함께 쿠란은 모세의 이야기를 몇 가지 세부 사항과 약간의 차이를 더하여 전한다. 그의 어머니 요게벳(아랍어: يوكابد, 로마자 표기: Yūkābid)과 아기 모세를 구하려는 그녀의 노력이 서술된다.
이슬람 예언자 무함마드의 어머니 아미나 빈트 와흐브의 임신 중 특이한 사건에 대한 이야기는 모세가 잉태되었을 때 요게벳이 겪었던 유사한 경험과 비교된다. 이 비교의 중요성은 아랍 민속이 히브리 전통과 밀접한 관련을 맺고 있다는 데서 비롯되는 것으로 이해된다.

## 대중문화
영화 십계에서는 그녀를 "요셰벨"이라고 부른다. 그녀는 마사 스콧이 연기했다.
이집트 왕자에 '요케베드'라는 이름으로 잠시 등장하며, 이스라엘 가수 오프라 하자가 목소리를 맡았다 (생김새도 닮았다). 영화에서 그녀는 아기 모세를 태운 바구니를 강에 띄우면서 요람 노래를 부르며 강에게 모세가 "자유롭게 살 수 있는 곳"으로 보내달라고 간청한다. 오프라 하자는 영화의 더빙을 위해 18개 언어 (자신의 모국어인 히브리어 포함)로 요람 노래를 불렀다. 2020년 이 영화의 웨스트 엔드 각색작에서는 스웨덴 배우이자 가수인 메르세데스 챔파이가 요케베드를 연기했다.
2014년 영화 엑소더스: 신들과 왕들에서 영국 배우 안나 사바가 연기했다. 모세가 추방되어 자신의 생모를 만날 때만 스크린에 등장했다.